# بتا-توکوفرول
بتا-توکوفرول (به انگلیسی: Beta-Tocopherol) با فرمول شیمیایی C۲۸H۴۸O۲ یک ترکیب شیمیایی با شناسه پاب‌کم ۸۶۰۵۲ است. که جرم مولی آن ۴۱۶٫۶۸ g/mol می‌باشد. 